# World Jump Day
World Jump Day, que em português significa algo como "O Dia Mundial do Pulo", foi um hoax e um flash mob global marcado para 20 de Julho de 2006 às 8:39:13 ou 11:39.13 GMT (07:39:13 horas do Brasil), a organização do evento planejou ter 600 milhões de pessoas do hemisfério ocidental pulando simultâneamente, onde pretendem mover a órbita atual da terra para uma nova, e que assim o aquecimento global cessará. O site foi uma instalação artística criada por Torsten Lauschmann (alega ser um Professor Hans Peter Niesward do Instituto de Física Gravitacional de Munique).

## Origens e Participação
De acordo com as informações de DNS, o domínio www.worldjumpday.org está hospedado no Reino Unido, no http://uk2.net/  e está registrado em nome de  Torsten Lauschmann. Lauschman é um artista Alemão morando atualmente em Glasgow, Escócia. Seu site pessoal (http://www.lauschmann.com) tem uma ligação para o site do World Jump Day e para o site de outro artista conhecido como "Slender Whiteman" (https://web.archive.org/web/20140209001327/http://www.slenderwhiteman.com/)
O contador do site, mostrando a quantidade de usuários registrados também é falso. Ele parece ir para cima e para baixo. um ponto de referência foi dado às 21:37 do dia 18 de Julho de 2006, que marcava 598,196,296 mas apenas 15 minutos depois o contador caiu para 598,106,000.  Menos de 12 horas antes do evento o contador do site estava marcando 600,256,820 registros, quase 50% de todos os internautas do mundo .

## Ciência
Mesmo se fosse analisado seriamente, a proposta do World Jump Day é completamente não-científica e foi extensamente desacreditada . Existe um número de razões para rejeitar a tese:
- É impossível mudar permanentemente a órbita da terra usando sua própria massa (na qual inclui a população mundial) a menos que tal massa fosse ejetada da terra em velocidade de escape (ver: Terceira Lei de Newton). O centro de gravidade do "sistema" contém a terra e a população que permanecerão exatas a mesma órbita de sempre durante todo o salto. De qualquer modo, por um curto período de tempo quando os puladores estão no ar, a órbita da terra mover-se-ia um pouquinho - sendo restaurada na sua exata localização pela força da gravidade agindo entre os puladores e a terra quando eles estiverem no ar.

- Mesmo ejetando tal massa da terra (ou colidindo ela para fora), a energia resultante seria equivalente a somente 2% da energia que é liberada de uma bomba de hidrogênio moderna, deslocando a órbita da terra apenas uma pequena fração do raio de um átomo [7].

- Desde que a órbita da terra é elíptica, existem grandes variações na distância do sol (algo em torno de 5,000,000 km) e nenhuma mudança notável na temperatura foi registrada. Aplicando uma breve força na superfície da terra ela não se afastaria para mais longe do sol - mudaria meramente a forma da elipse - sendo assim em certas ocasiões do ano a terra realmente estaria mais perto do sol, enquanto em outras mais longe.

## Cronograma
- Às 11:20 GMT, o servidor do site caiu; porém agora está de volta, os resultados do projeto não seriam publicados por alguns dias, de acordo com o site.[8]
- Às 11:47 GMT, o projeto parece ter falhado.
- Às 12:51 GMT, o site havia retido a data original do evento; entretanto, o cronômetro começou a retroceder às 10:39 GMT do dia 12 de Junho.